# آیرن آیز کودی
آیرن آیز کودی (انگلیسی: Iron Eyes Cody؛ ۳ آوریل ۱۹۰۴ – ۴ ژانویهٔ ۱۹۹۹) یک هنرپیشه اهل ایالات متحده آمریکا بود. وی بین سال‌های ۱۹۲۷ تا ۱۹۸۷ میلادی فعالیت می‌کرد.
از فیلم‌ها یا برنامه‌های تلویزیونی که وی در آن نقش داشته‌است می‌توان به مردی به نام اسب اشاره کرد.